# Reken
Reken település Németországban, azon belül Észak-Rajna-Vesztfália tartományban. Lakosainak száma 15 488 fő (2023. december 31.). Reken Velen, Haltern am See, Gescher, Coesfeld és Dorsten községekkel határos.

## Népesség
A település népességének változása:
| Lakosok száma | 10 476 | 14 532 | 14 670 | 14 815 | 15 092 | 15 336 | 15 488 |
|               | 1975   | 2015   | 2017   | 2019   | 2021   | 2022   | 2023   |